# غاري واين
غاري واين (بالإنجليزية: Gary Wayne)‏ هو لاعب كرة قاعدة أمريكي، ولد في 30 نوفمبر 1962 في ديربورن في الولايات المتحدة.

## وصلات خارجية
- غاري واين على موقعبيزبول رفرنس.كوم (الدوري الرئيسي) (الإنجليزية)
- غاري واين على موقعبيزبول رفرنس.كوم (الدوري الثانوي) (الإنجليزية)